# 北伐計劃
北伐計劃（ほくばつけいかく）は、李氏朝鮮の孝宗の時に清を征服するための計画。
丙子胡乱が仁祖が三田渡でホンタイジにした屈辱的な三跪九叩頭の礼をしたことにより終結し、清に人質で捉えられていた孝宗が仁祖の後を継いで即位した。孝宗はこのような民族的な屈辱を拭うために北伐を計画するようになった。孝宗は李浣を訓練隊長に任命し、秘密裏に軍隊を訓練させ、城池を改修した。また済州島に漂着したハメルらに新しい武器を作らせ、宋時烈・宋浚吉などを登用して軍備を拡充した。北伐の最初の計画はロシア征服だった。しかし、この計画は清が中国を統一し、孝宗が在位10年で崩御したことで計画は水砲に帰した。

## 形骸化
孝宗が崩御したことで北伐計劃の熱気は沈んでしまった。北伐には反対しなかったが、表面的に現れる反清の雰囲気とは異なり、内心では勝利を約束することができない戦争が起こることを望んでおらず、二度戦争をした後のその膨大な被害に震えた人が多い。さらに、孝宗が死んだ後、清の侮辱を主導した西人派が政権から引きずり降ろされると北伐計画は形骸化した。

## 北伐計画の批判
李離和は、孝宗の北伐計画をしがない夢だと批判した。彼によれば、孝宗は国家危機につながる可能性のある重大なことを推進し、国際政治の力学を正確に計算しないまま、卵で岩を穿つぐらいの軍事力を持って北伐計画を推し進めるという無謀なことだったと説明した。孝宗をはじめとする一部勢力（西人派）は、北伐計画に対し熱意に溢れていたが、民衆はあまり関心を置かなかった。